# 周善培

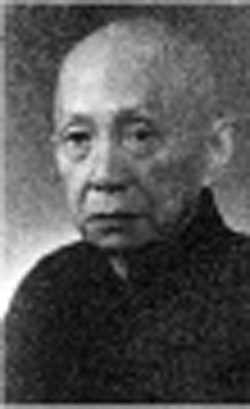

周善培（1875年—1958年），字致祥，号孝怀，原籍浙江诸暨，清末官员，中华民国及中华人民共和国企业家。

## 生平

### 早年经历
周善培年轻时屡试不第，便发誓不再参加科举。周善培随父亲宦游来四川，遂定居四川。1899年，周善培赴日本考察学校、警校、实业等，居留四个月后回到四川。1901年，奉命带20名学生赴日本留学，并且聘日本教习赴成都开办私立东文学堂。不久，周善培赴泸州任川南经纬学堂学监。1902年，任警察传习所总办。后来，周善培赴广东，任两广总督署副总文案兼广东将弁学堂监督。锡良任四川总督后，周善培回到四川任警察局总办。1908年，任四川劝业道。他还担任商务局、劝工局总办等职。任内通令各地普遍设立劝业局，培训劝业员。他还在成都创设劝业场，宣统元年三月初三，成都劝业场正式开业。

### 保路运动
1911年6月17日，四川保路同志会成立，大会主席为颜楷，周善培作为同情者与会。会议结束后，与会人员集体赴四川总督衙门请愿，要护理四川总督王人文电奏清廷，要求清廷收回成命。周善培自愿充当调停人，向王人文报告。王人文同意了周善培的建议，称要代四川民众转达呼声。不久，清廷调川滇边务大臣赵尔丰接任四川总督。王人文在卸任前，奏请清廷，免去周善培的劝业道职务，任命其为提法司。周善培就任后，在前任提法司江毓岷奉法部之命开办的法官养成所中，对自四川省142个州县保送来的1,100多名学生进行考试以重新甄别，留下者仅240多人，其余学生全部遣散回各自州县。
1911年8月24日，成都发生罢市、罢课。在罢市初期，周善培召开了数百人参加的街正（即街区负责人）会议，承诺代奏路事，并要求各位街正维持社会秩序。这使赵尔丰对周善培的立场产生怀疑。罢市开始后的十多天，周善培赴成都商会开会演说，劝商民开市，但毫无效果，周善培还遭到与会人员攻击。
1911年9月5日晚，赵尔丰派藩司尹良将提法司周善培等司道官员以及陆军第十七镇统制朱庆澜请到藩司衙门。1911年9月7日，赵尔丰声称“北京来电有好消息立待磋商”，邀保路同志会、四川谘议局、铁路公司的负责人罗纶、蒲殿俊、颜楷、张澜、彭芬、邓孝可、江三乘等人赴四川总督署商议办法。这些人到四川总督署后，随即被逮捕。民众涌入四川总督署要求放人，但赵尔丰命令开枪，民众大批死伤。
事件发生后，周善培得知母亲病发，乃退出事件处理进程。随后，成都藩台尹良指使警察教练所所长路广钟在梓潼宫大殿的横匾上搜出一张“十路统领名单”，上有周善培、蒲殿俊、罗纶等人的名字。该名单连同自四川铁道学堂的井内搜出的数颗木刻统领之印，由尹良交给赵尔丰请士绅观看。而周善培同时又遭到保路同志会通缉，周善培自己称：
外县同志军告示有“严拿周、赵”字样。我想我就是有罪，也决不能大过赵督，何以不说赵周，而说周赵呢？后来才知道这是我甄别淘汰的法官养成所学生各归本县以后散在同志军里干的。赵督既怀疑我和争路的一气，是谋反的人；淘汰的学生又栽诬我和赵督一气，且罪过大于赵督，合起两面来看，只好一笑。
宣统三年九月初三日，传来端方将赵尔丰、周善培、王人文一并参奏的消息。端方还率兵开赴成都。随后，赵尔丰释放了蒲殿俊、罗纶等九人，并同四川保路的立宪派实现和解，发表《哀告全川叔伯兄弟书》，以阻止端方入成都。周善培令朋友吴壁华劝说赵尔丰让位，后来又亲自在立宪派和赵尔丰间调停。赵尔丰最终交权。
新任四川都督蒲殿俊却未能控制局面，不到一星期，成都便发生兵变。周善培和母亲于当天夜间逃离成都。第二天，尹昌衡出任四川都督，罗纶任副都督。
赵尔丰被杀之后，周善培成为重点捕杀对象，保路同志军多次赴其寓所进行搜捕，并在四川省各处张贴通缉令。周善培在乡间的朋友处躲藏。直到1912年成都、重庆的军政府合并，民政长张培爵商请同志军郭书池部护送周善培离开四川。抵达上海后，周善培得朋友张謇等人照顾，在梵皇渡路安顿。

### 民国经历
此后，周善培曾经参与护国运动，讨伐袁世凯。护国战争结束后，周善培任大总统黎元洪的顾问，并于1916年11月同李根源、谷钟秀、张耀曾、杨永泰等在北京发起“政学会”，此即“旧政学系”的由来。1922年春，周善培代表段祺瑞南下促成孙中山、张作霖、段祺瑞组成倒直的“三角同盟”。《中华民国史事日志》载，1922年3月20日，“伍朝枢偕张作霖之代表朱庆澜、段祺瑞之代表周善培到香港，邓铿、谢持自广州来晤。”粤军参谋长邓铿，大总统府秘书长谢持都是周善培的学生，他们陪老师周善培刚抵达广州大沙頭站，邓铿即遇刺，不久身亡。 
1924年江浙战争爆发前夕，周善培与韩国钧、张一麐等人在齐燮元、卢永祥之间调停，但未成功。1925年，周善培等人企图利用俄国白军将领谢米诺夫帮溥仪复辟。其时，王式曾在呈溥仪的奏折中称：
倘蒙皇上召见臣，更有谢米诺夫、周善培诸臣密陈之言，并臣与郑孝胥、罗振玉、荣源诸臣所商筹款之法，谨当缕陈，请旨定夺，谨奏。
郑孝胥在日本人的帮助下，将溥仪送往日军司令部之前几天，溥仪收到了来自东北的两封信，一封为罗振玉所写，一封为溥伟的秘书周善培所写，信中均要溥仪“给以便宜行事”的“手谕”，以便为溥仪进行活动，“说他们可以凭此去联络那些热望我‘复位’的日本军方人士和东北的军政要人”。此事被郑孝胥阻拦。
抗日战争爆发后，周善培拒绝当汉奸，在上海闲居，处理民生轮船公司的事宜。

### 人民共和国经历
1949年，在中国人民政治协商会议第一届全体会议期间，1949年9月26日，周恩来、林伯渠邀请政协会议代表在六国饭店举行午宴，汇集对于政协文件中，“中华人民共和国”一词下应否去掉原稿中括弧内“简称中华民国”的字样的意见。 当天出席午宴的有张元济、何香凝、周善培、符定一、马寅初、徐特立、吴玉章、张澜、简玉阶、陈叔通、沈钧儒、陈嘉庚、司徒美堂、林伯渠、张难先、郭沫若、茅盾、车向忱等人，其中多为耆老。最先发言的黄炎培、何香凝均表示希望保留“中华民国”之简称。第三位发言的周善培则称：
我反对仍要简称，什么中华民国，这是一个祸国殃民、群众对它毫无好感的名称。二十多年来更被蒋介石弄得不堪言状了。我主张就用中华人民共和国，表示两次革命的性质各不相同。
由此，午宴上的形势出现逆转，最终反对意见占据上风，即不认为应当保留“中华民国”之简称。后来在政协文件中，也没有保留“中华民国”之简称。
中华人民共和国成立初期，1952年周善培被推举为民生轮船公司董事长。他还出任全国政协委员。
1958年秋，周善培病逝于上海华东医院，葬于万国公墓，享年83岁。

## 著作
- 《说文》[1]
- 《大众易说》[1]